# Sportjahr 1867
Liste der Sportjahre

◄◄ | ◄ | 1863 | 1864 | 1865 | 1866 | Sportjahr 1867 | 1868 | 1869 | 1870 | 1871 | ► | ►►

Weitere Ereignisse

## Ereignisse

### Alpinismus

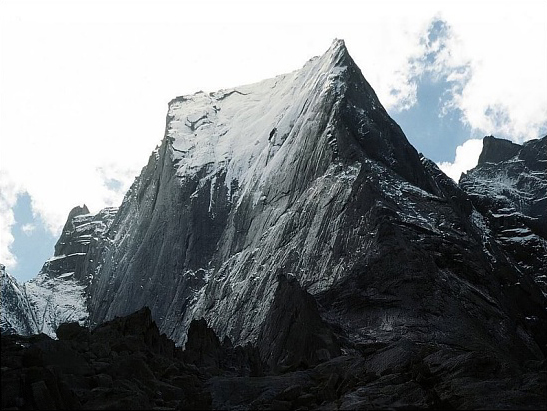
Piz Badile

- Dem britischen Bergsteiger W. A. B. Coolidge gelingt mit zwei Begleitern die Erstbesteigung des Piz Badile in den Bergeller Alpen im Süden des Schweizer Kantons Graubünden.

### Boxen
- Die von John Graham Chambers entworfenen und nach John Sholto Douglas, 9. Marquess of Queensberry benannten Queensberry-Regeln für das Boxen werden veröffentlicht. Sie enthalten unter anderem die Verpflichtung zum Tragen von Boxhandschuhen und das Auszählen bis zehn bei Niederschlägen und sollen die bisher gültigen London Prize Ring Rules ablösen.

### Fußball
- 5. März: An der Bramall Lane in Sheffield wird das erste Fußballturnier abgehalten, der Youdan Cup. Sieger wird der FC Hallam.

### Lacrosse

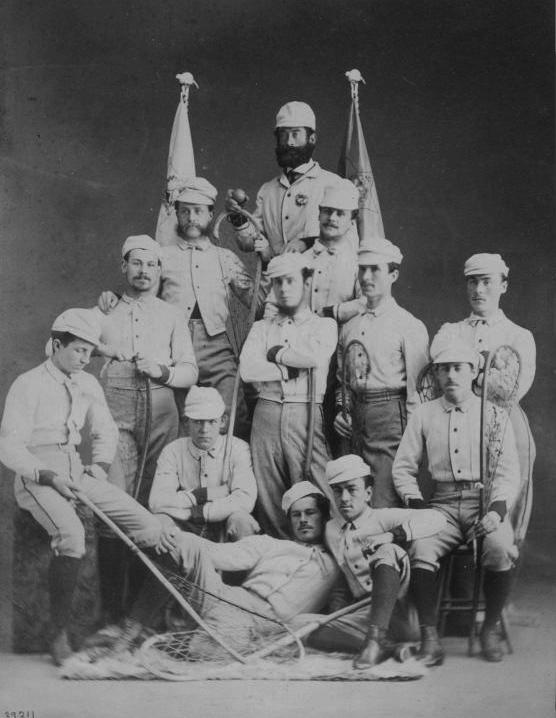
Der 1856 gegründete Montreal Lacrosse Club 1867

- Die Canadian National Lacrosse Association wird gegründet und ein schriftliches Regelwerk für das Spiel festgelegt. Damit gewinnt Lacrosse rasch Popularität in Kanada, wo am Upper Canada College das erste Spiel nach den neuen Regeln durchgeführt wird.

### Leichtathletik
- 27. Juli: William McLaren, Großbritannien, läuft die 100 Meter der Herren in der ersten gemessenen Zeit von 11 Sekunden.

### Pferdesport
- 19. Juni: Das Pferderennen Belmont Stakes in der New Yorker Bronx wird erstmals abgehalten. Sieger ist das Pferd Ruthless.
- Pocahontas gewinnt das 34. Union-Rennen auf dem Tempelhofer Feld.

### Radsport
- 8. Dezember: Etwa 100 Männer nehmen am ersten Eintagesrennen im Radsport teil. Die Strecke führt von der Avenue des Champs-Élysées in Paris zum Schloss Versailles.

### Rudern
- 13. April: Oxford besiegt Cambridge im Boat Race in 22′39″.
- 19. Juli: Harvard besiegt Yale in der Harvard-Yale-Regatta in 18′12.75″.
- Bei der Weltausstellung Paris 1867 wird eine Ruder-Weltmeisterschaft abgehalten, die von einem kanadischen Außenseiterteam gewonnen wird, der sogenannten Paris Crew.

### Schach
- Der Österreicher Ignaz von Kolisch gewinnt ein internationales Schachturnier in Paris vor Gustav Richard Neumann und Wilhelm Steinitz.
- Der Preuße Gustav Richard Neumann gewinnt ein internationales Schachturnier in Dundee vor Wilhelm Steinitz und Cecil De Vere.

### Vereinsgründungen
- 3. Februar: Der Wiener Eislauf-Verein wird gegründet. Die am 7. Februar eingereichten Statuten werden am 14. Juni genehmigt. Der Verein pachtet am 27. November einen Teil des ehemaligen Wiener-Neustädter-Kanal-Hafens als Eislauffläche. Am 26. Dezember findet der erste Eistag statt.
- 9. Juli: Der älteste Fußballverein Schottlands, der FC Queen’s Park in Glasgow, wird gegründet.
- 4. September: Der Sheffield Wednesday Football Club wird gegründet.
- 9. Oktober: Auf der neu errichteten Galopprennbahn Hoppegarten in Berlin werden vom Union-Gestüt Proberennen durchgeführt, die zufriedenstellend verlaufen. Am 15. Dezember wird daraufhin der Union-Klub gegründet.
- 19. Oktober: Der Fußballverein FC Chesterfield wird gegründet.
- Der Londoner Rugby-Union-Verein Wasps Football Club wird gegründet.

## Geboren

### Erstes Halbjahr
- 03. Januar: Erland Koch, deutscher Sportschütze († 1945)
- 23. Januar: George Miéville Simond, englischer Tennisspieler († 1941)

- 05. Februar: Alfred Schneidau, britischer Cricketspieler († 1940)
- 13. Februar: Harold Mahony, britischer Tennisspieler († 1905)
- 21. Februar: Edvart Christensen, norwegischer Regattasegler († 1921)
- 26. Februar: Joe Cunningham, US-amerikanischer Tennisspieler († 1951)

- 07. März: Arvid Knöppel, schwedischer Sportschütze († 1925)
- 08. März: Orus Jones, US-amerikanischer Golfspieler († 1963)
- 08. März: Victor Thibault, französischer Bogenschütze († unbekannt)
- 12. März: Charles Brown, US-amerikanischer Roquespieler († 1937)

- 02. April: Eugen Sandow, deutscher Begründer des Bodybuildings († 1925)
- 09. April: Charles Winckler, dänischer Leichtathlet und Tauzieher († 1932)
- 14. April: Alexander Rogers, britischer Sportschütze († 1934)
- 14. April: Edgar Seligman, britischer Fechter († 1958)
- 15. April: Emil Lindh, finnlandschwedischer Segler († 1937)

- 05. Mai: Charles Benedict, US-amerikanischer Sportschütze († 1952)
- 05. Mai: Allen Whitty, britischer Sportschütze († 1949)
- 11. Mai: Jules Valton, französischer Segler († 1941)
- 14. Mai: Niels Andersen, dänischer Sportschütze († 1930)
- 17. Mai: James Richardson Spensley, englischer Arzt, Fußballspieler und -trainer († 1915)
- 23. Mai: John Exley, US-amerikanischer Ruderer († 1938)
- 23. Mai: William Murphy, US-amerikanischer Lacrossespieler († 1957)
- 25. Mai: Anders Peter Nielsen, dänischer Sportschütze († 1950)
- 26. Mai: Friedrich Langewiesche, deutscher Pädagoge, Turner, Sammler, Forscher, Heimat- und Naturfreund († 1958)

- 03. Juni: Grace Roosevelt, US-amerikanische Tennisspielerin († 1945)
- 08. Juni: Ernst Krieger, deutscher Schachproblemkomponist († 1943)
- 11. Juni: René Hanriot, französischer Automobilrennfahrer und Flugpionier († 1925)
- 12. Juni: Joseph Laycock, britischer Motorbootfahrer († 1952)
- 14. Juni: Frederick Christian, britischer Cricketspieler († 1934)

### Zweites Halbjahr
- 15. Juli: Jean-Baptiste Charcot, französischer Segler und Polarforscher († 1936)
- 16. Juli: Émile Michelet, französischer Segler († unbekannt)
- 18. Juli: William Dod, englischer Bogenschütze († 1954)

- 04. August: Harald Arbin, schwedischer Wasserspringer, Leichtathlet und Ruderer († 1944)
- 04. August: Jake Beckley, US-amerikanischer Baseballspieler († 1918)
- 06. August: Sam Mussabini, britischer Trainer und Journalist († 1927)
- 11. August: Frederick Keeping, britischer Radsportler († 1950)
- 11. August: James Melvill van Carnbée, niederländischer Fechter († 1944)
- 15. August: Walter Robinow, deutscher Schachfunktionär († 1938)

- 01. September: Edgar Amphlett, britischer Fechter († 1931)
- 01. September: John Gretton, britischer Segler († 1947)
- 24. September: Albert Venn, US-amerikanischer Lacrossespieler († 1908)

- 02. Oktober: Fritz Held, deutscher Unternehmer und Automobilrennfahrer († 1938)
- 04. Oktober: Alfred Fentiman, britischer Radrenn- und Motorbootfahrer († 1943)
- 12. Oktober: Charles Crowe, kanadischer Sportschütze († 1953)
- 16. Oktober: Hans Christiansen, norwegischer Regattasegler († 1938)
- 16. Oktober: Karl Thiele, deutscher Wassersportler († 1940)
- 19. Oktober: Adolf Davids, deutscher Radsportler und Fechter († 1963)

- 01. Dezember: Julian Michaux, russischer Fechter († 1925)
- 10. Dezember: Lauritz Christiansen, norwegischer Segler († 1930)
- 10. Dezember: Wilberforce Vaughan Eaves, britischer Arzt und Tennisspieler († 1920)
- 11. Dezember: Antonio Conte, italienischer Fechter († 1953)
- 18. Dezember: Foxhall Keene, US-amerikanischer Pferdezüchter und Sportler († 1941)
- 20. Dezember: William Heffelfinger, US-amerikanischer American-Football-Spieler († 1954)

### Genaues Geburtsdatum unbekannt
- Eugène Grisot, französischer Bogenschütze († 1954)
- Spyros Lazaros, griechischer Tauzieher († unbekannt)
- Walter Padgett, britischer Sportschütze († 1929)

## Gestorben
- 22. April: Alexander Dmitrijewitsch Petrow, russischer Schachspieler (* 1794)